# Dallara Stradale
La Dallara Stradale è un'autovettura di tipo barchetta, priva di portiere, prodotta dalla casa automobilistica italiana Dallara a partire dal 2017.

## Profilo e tecnica

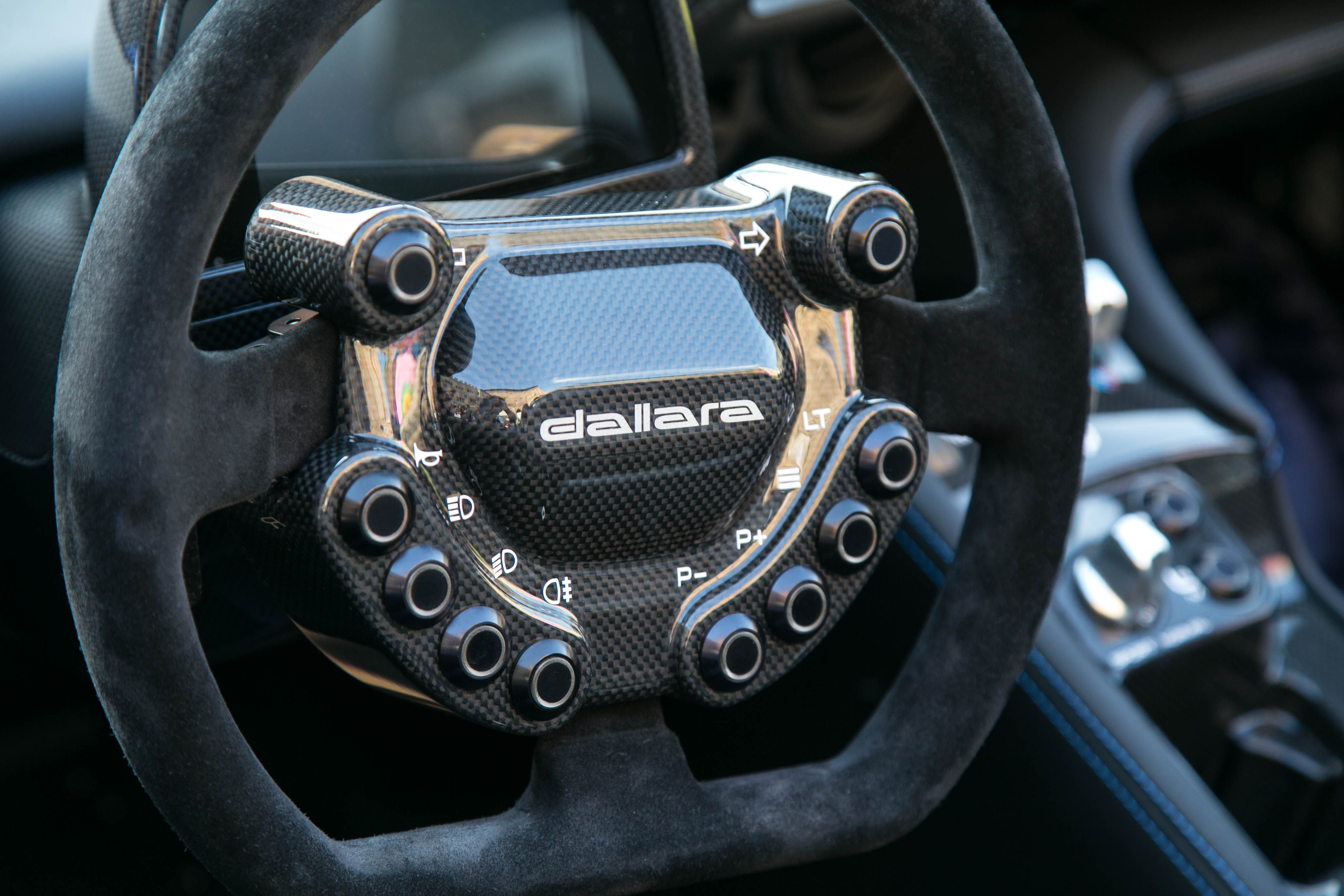
Dettaglio del volante

È stata presentata il 16 novembre del 2016, giorno dell'ottantesimo compleanno di Giampaolo Dallara, con le vendite partite esattamente un anno dopo.

### Progettazione
La carrozzeria dell'auto è stata disegnata in collaborazione con lo studio del fiammingo Lowie Vermeersch. Gli pneumatici sono stati sviluppati dalla Pirelli (specifica ME2) e il collaudo della vettura è stato affidato ai piloti italiani Loris Bicocchi e Marco Apicella. Nella progettazione di questa vettura è stato utilizzato un simulatore 3D chiamato Dallara D3 Simulator.

### Meccanica
Il propulsore è un 4 cilindri in linea da 2300 cm³ turbocompresso Ecoboost di derivazione Ford Focus RS in grado di erogare 400 CV a 6200 giri/min e 500 N⋅m tra i 3000–5000 giri/min; rispetto alla versione Ford è stato modificato e ottimizzato nella componentistica motore, abbinato ad un sistema di controllo elettronico ECU sviluppato in stretta collaborazione con Bosch. Il consumo di carburante si attesta nel ciclo misto sui 7,6 litri ogni 100 km, con emissioni di CO2 pari a 211 g/km.

### Prestazioni
Le prestazioni della Dallara Stradale comprendono una velocità massima di 280 km/h, un'accelerazione da 0 a 100 in 3,25 secondi e 31 m per decelerare da 100 a 0 km/h.
La caratteristiche principali della Dallara Stradale sono: il ridottissimo peso, ottenuto grazie all'utilizzo della fibra di carbonio per telaio carrozzeria e componenti meccaniche, che si attesta a soli 855 kg a secco e il carico aerodinamico di 820 kg ottenibili alla velocità massima, che permette alla vettura di superare i 2 G di accelerazione laterale in curva.

### Seguito produttivo
La vettura è disponibile in due configurazioni: roadster senza portiere oppure targa o coupé con l'aggiunta di piccole portiere ad ali di gabbiano. È disponibile anche una versione da pista che è dotata in aggiunta di un'ala posteriore e sospensioni regolabili. La sua produzione è di 10 auto al mese.

## Dallara Stradale EXP

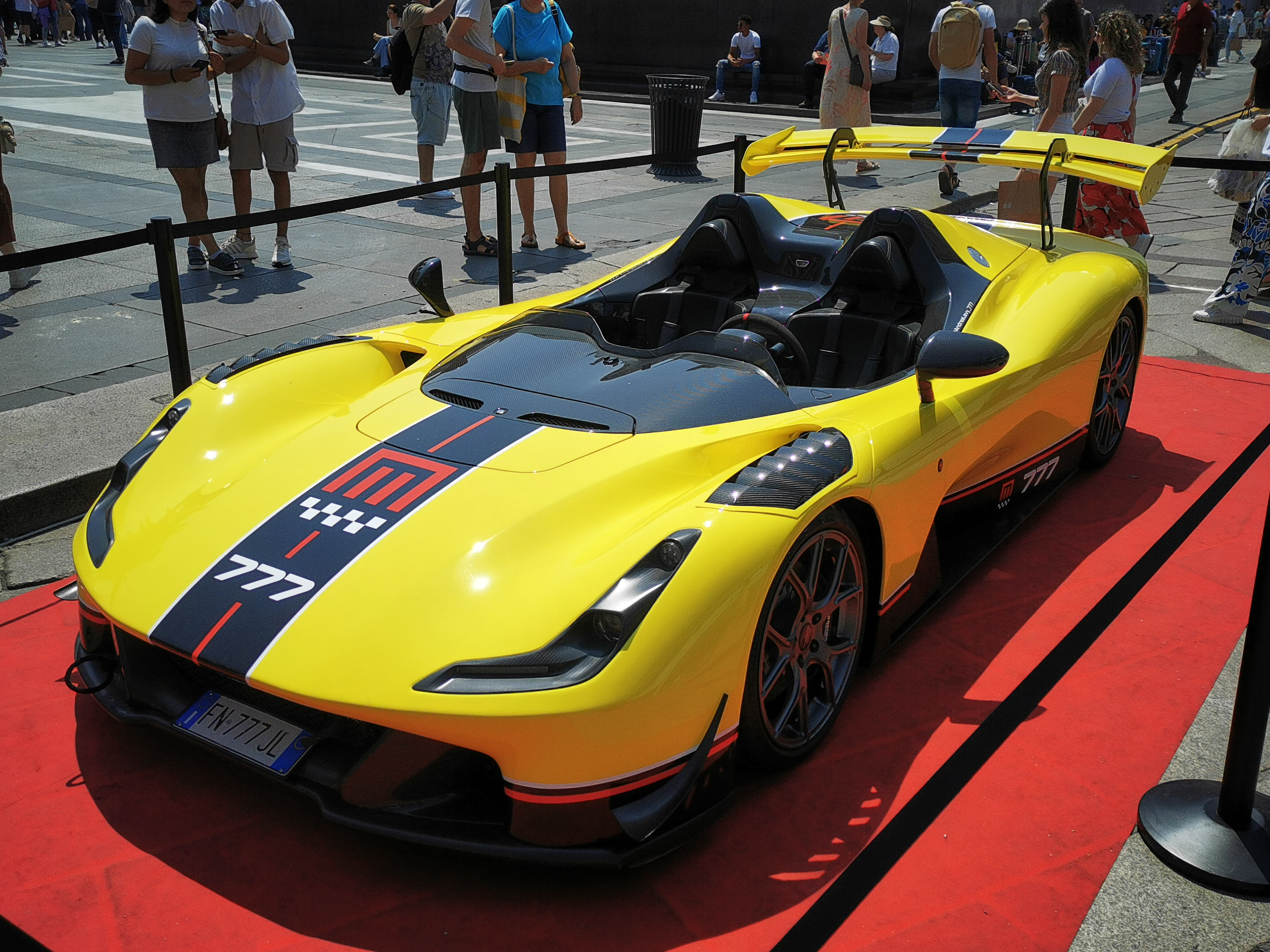
Dallara Stradale EXP al Milano Monza Motor Show 2022

Al Milano Monza Motor Show 2021 è stata presentata la Dallara Stradale EXP. Rispetto alla Stradale normale, il telaio presenta rinforzi anti schiacciamento e dischi freno maggiorati. I lavori sull'aerodinamica hanno previsto una riduzione dell'altezza da terra (50 mm), l'aggiunta di un alettone posteriore biplano e la gestione dei flussi della parte anteriore con ampi sfoghi d'aria sui passaruota, con l'aggiunta di flick e deviatori regolabili. La deportanza è stata aumentata fino ad arrivare a 1270 kg alla velocità di 290 km/h. La potenza del motore è stata anch'essa incrementata a 500 CV, che fa sì che la velocità massima sia superiore di 30 km/h rispetto alla versione base.